# Strephonota perola
Espèce
Strephonota perola est un papillon de la famille des Lycaenidae, de la sous-famille des Theclinae et du genre Strephonota.

## Dénomination
Strephonota perola a été décrit par William Chapman Hewitson en 1867 sous le nom de Thecla perola.

## Description
Strephonota perola est un petit papillon aux antennes et aux pattes annelées de blanc et de marron, avec une longue fine queue et une très courte à chaque aile postérieure.
Le dessus est de couleur bleu outremer avec aux ailes antérieures une bordure costale et un apex noir.
Le revers est gris orné de lignes blanches avec aux ailes postérieures deux ocelles rouge entre les deux queues et un en position anale.

## Écologie et distribution
Strephonota perola est présent au Brésil,.

### Protection
Pas de statut de protection particulier.